# 香港中國旅行社

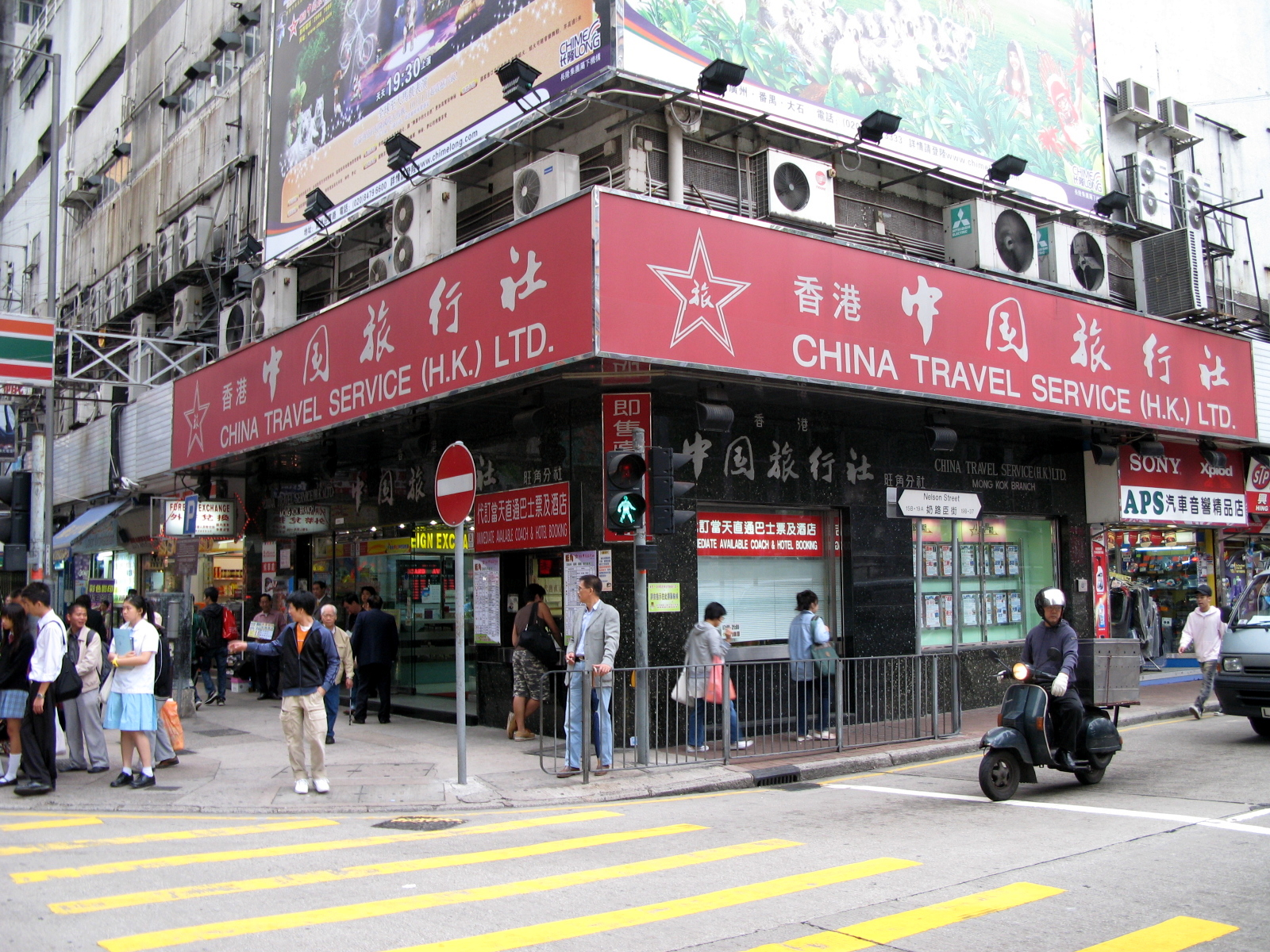
中旅社旺角分社

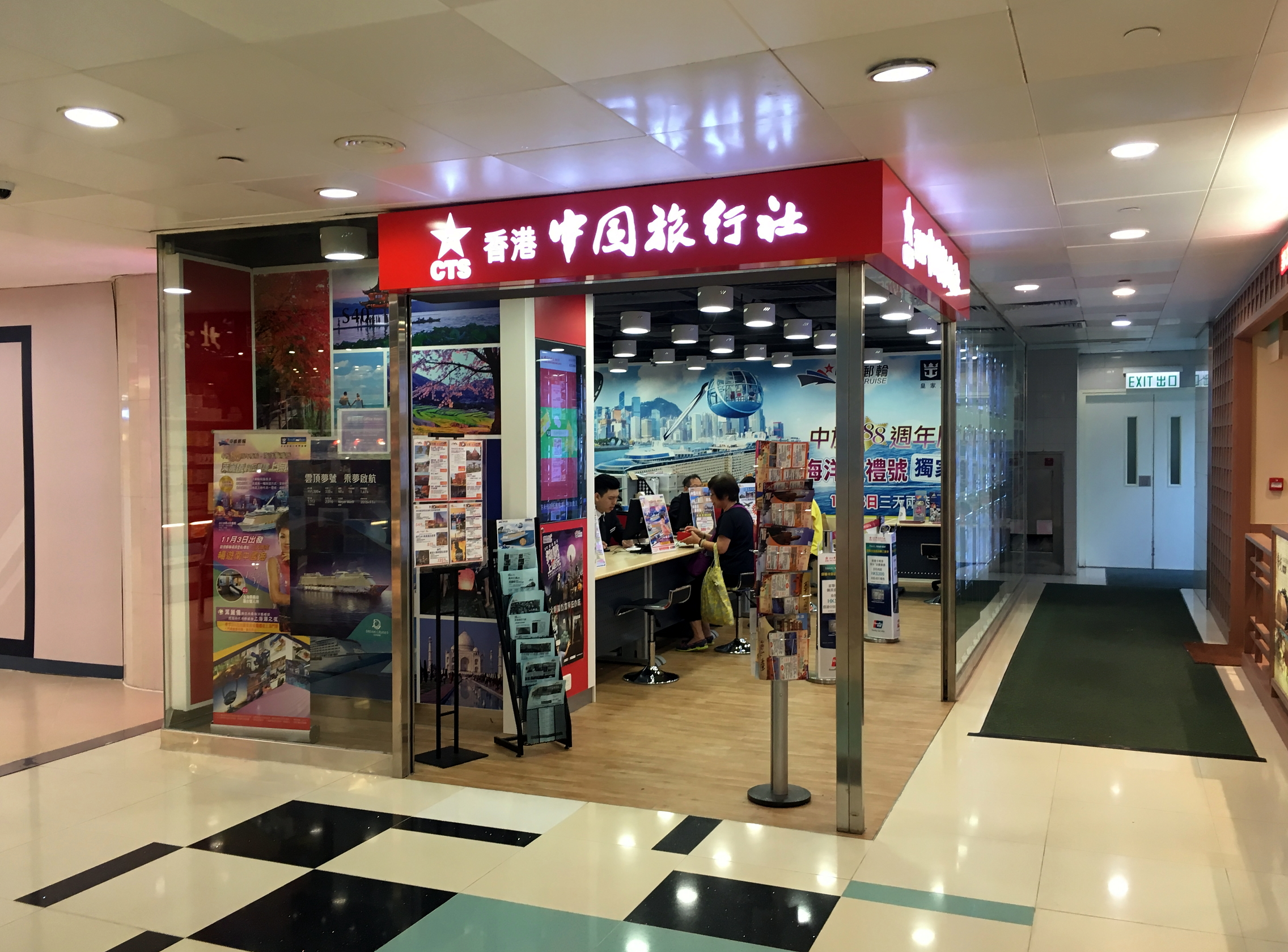
中旅社康怡廣場分社

香港中國旅行社有限公司（英語：China Travel Service（Hong Kong）Limited；香港旅行社牌照號碼：350273）成立於1928年，是香港第一家由中國人開辦的旅行社，經過八十多年的發展，目前已成為香港規模最大的綜合性旅遊運營商。現在是ASTA、PATA、HKTA、IATA等多個國際旅遊組織的會員，年接待旅客逾500萬人次。
旅行社獲得中華人民共和國出入境管理局委託辦理台灣居民來往大陸通行證之業務，簽發代碼為B。
香港中旅社在港島、九龍、新界設有36間分社和辦事處，在澳門、廣州設有附屬公司，在海外14個國家地區共設有21間分社。

## 歷史
20世紀初的中國，旅遊業尚處於萌芽階段，僅有少數的外商機構，如英國的通濟隆和美國運通公司提供旅遊服務，他們的營業對象著重於外國人，對中國旅客十分藐視。上海商業儲蓄銀行創始人陳光甫（1882-1976，民國時期著名銀行家及工商業領袖）就曾遭遇洋人的無禮。1923年8月，上海商業儲蓄銀行旅行部正式宣告成立，只是陳光甫創辦這個旅行部的初衷，不僅為了發展旅遊業務，還希望對抗洋人，為國爭光。
旅行部運營早期，開辦的服務項目眾多，如代售國內外火車、輪船票，預定艙位，代辦出國手續，運輸行李，發兌旅行支票等。這些業務事繁利微，甚至純屬義務，都是被洋商旅行社不屑一顧的。但陳光甫的這家旅行部甚至對前來購票的旅客一一贈予燙金特別票夾，有時甚至連經理也親自駕車代客購票。
1927年6月1日，旅行部自立門戶，改名“中國旅行社”，經向國民政府交通部註冊、核准，領到了中國的第一號旅行執照。
1928年4月1日，中國旅行社香港分社正式成立，選址皇后大道中6號。
到1937年抗戰全面爆發前，中旅社已經在西安、廣州等處設立了56所分支社及辦事處，並在新加坡設立了第一間海外分社，成為中國近代旅遊業的一個標杆。
2019年的反修例事件中，不少針對中資商店的活動，中旅社部分門市店舖亦被塗鴉、大門及內部設施被打爛，損失慘重。
2020年後受2019冠狀病毒病疫情的長期影響，中旅社生意一落千丈，2021年先後關閉旗下兩間自用多年的地舖門市，改為出租。其中，由中旅社持有、位於元朗教育路37號地下4號的自用舖位，連閣樓面積合共2,174平方呎，8月份以每月約12萬元推出放租，直至10月底成功租出，租約期2023年10月底；10月，鄰近港鐵荃灣站的青山公路189號百萬行地舖及地庫一個約4,000平方呎自用舖，獲桑拿店“富足天下”以每月約16萬元承接。

## 業務
香港中旅社是香港最大的機票、酒店、船票、火車票、跨境巴士票和門票的專業代理機構，主要業務還包括：組織旅遊團隊，銷售各類旅遊自由行套票，代辦各類簽證，提供全面的商務旅遊服務，口岸接待服務，策劃承辦各類會議和展覽，提供獎勵旅遊、專題旅遊、特項旅遊等個性化的旅遊。
除了普通商營旅行社業務，其中資背景使其得以負責代辦中华人民共和国政府所簽發之回鄉證、台胞證等旅遊證件；在1997年香港主權移交前中华人民共和国政府不能於香港設立官方機構之時尤為顯著，亦因此與香港新華社、國貨公司等同為香港人最熟悉之中华人民共和国「半官方」機構。
香港中旅社曾先後穫委任為北京奧運會、上海世博會、廣州亞運會、深圳大運會、倫敦奧運會之香港地區票務總代理，參與過多項世界級盛事的旅遊、會議業務代理和組織活動。
2000年，香港中旅社率先意識到線上營銷對於旅遊業的巨大作用，創立中旅網，成為香港第一家開設旅遊服務網站的旅行社。用戶可以在網站購買直通火車票、船票、中港跨境巴士票、自由行套票，預訂酒店、報團、預約申領回鄉證等。
台灣居民也可在香港中旅社申辦台胞證業務。

## 港澳分社

### 旅遊辦事處

#### 香港

##### 香港島
- 中環分社：香港皇后大道中77號中旅大廈11樓
- 港澳碼頭辦事處：香港干諾道中200號信德中心314-315室
- 銅鑼灣分社：香港銅鑼灣百德新街2-20號恆隆中心6樓606室
- 太古康怡廣場分社：香港太古康山道1號康怡廣場（北座）2字樓S39C室

##### 九龍
- 香港西九龍站分社：香港西九龍站 B2层 5號舖（近A出口）
- 紅磡車站辦事處：九龍紅磡暢運道8號港鐵紅磡站大堂E10室
- 旺角銀行中心分社：九龍旺角彌敦道636號招商永隆銀行中心3字樓312室
- 德福廣場分社：九龍九龍灣德福廣場第二期六樓604A號舖

##### 新界
- 將軍澳東港城分社：新界將軍澳東港城商場二樓209號舖
- 荃灣綠楊坊分社：新界荃灣蕙荃路22-66號綠楊坊商場S5-6號
- 沙田分社：新界沙田連城廣場七樓717-718號舖
- 屯門市廣場分社：新界屯門市廣場第一期2樓2128-2130室

#### 深圳
- 皇崗辦事處：深圳皇崗旅檢大樓入境大堂

#### 澳門
- 京澳旅遊有限公司：澳門約翰四世大馬路9號一定好商業中心地舖T
- 京澳旅遊碼頭辦事處：澳門新港澳碼頭（低層）入境大廳1016舖位

### 證件服務中心
- 港島中心：香港上環皇后大道中181號新紀元廣場低座14樓
- 九龍東中心：九龍九龍灣常悅道9號企業廣場一期202室
- 九龍西中心：新界葵涌大連排道83號K83 20/22樓
- 新界東中心：新界沙田石門安群街1號京瑞廣場2期26樓J室
- 新界西中心：新界屯門海榮路22號屯門中央廣場27樓 07-16室
- 將軍澳中心：將軍澳唐賢街23號帝景灣商場地下G20-26舖

## 外部連結
- 香港中國旅行社網頁 （页面存档备份，存于）